# Akureyri
Akureyri ( PRONÚNCIA) é a cidade mais importante do norte da Islândia.                                            
Localiza-se no interior do fiorde Eyjafjörður, com 60 km de comprimento. Tem uma população de 19 542 habitantes, segundo o censo de 2024.          
É a sede da comuna de Akureyri, pertencente à Região Nordeste (Norðurland eystra).                       É a quarta maior cidade do país, depois de Reykjavík, Kópavogur e Hafnarfjörður.
 E a maior cidade fora do sudoeste islandês.

Nomeada como a Capital do Norte Islandês, Akureyri é um importante centro portuário e de pescaria. A área onde está localizada foi estabelecida no século IX, porém, não recebeu o título de município até o ano de 1786.
 Forças dos Aliados da Segunda Guerra Mundial se estabeleceram durante a Segunda Guerra Mundial.

A área possui um clima relativamente leve devido a fatores geográficos, e o seu porto livre de gelo possui um papel significante na história do município.

## Clima
Por se localizar no extremo norte do país e em região costeira, sua temperatura média anual fica em torno de 4 °C. A média de temperatura nos meses de inverno fica em torno de -1,5 °C e nos meses de verão, em torno de 11 °C. Os extremos registrados foram -23,2 °C em 1947 e 28,1 °C em 2006. O clima é Cfc( temperado com verão curto e fresco), segundo Köppen.
A precipitação média anual é de 450mm.
Sua posição setentrional também afeta a incidência dos raios solares sobre seu
território. Durante o verão, o Sol se mantém no céu durante quase 24 horas, enquanto que, durante o inverno, há apenas 3 horas diárias de presença solar. Durante o ano todo, há pouco mais de 1000 horas de luz solar.

## Economia
A sua economia conta com o seu porto de pesca e com as suas indústrias de conservas de peixe, de produtos agrícolas, de reparação naval e de fabrico de têxteis. 

## Transportes
Akureyri desempenha um papel fundamental no sistema de transportes da Islândia.
A cidade é servida pela estrada de circunvalação Hringvegur (islandês: Þjóðvegur 1), anel rodoviário que circunda toda a ilha, sempre próximo ao litoral, e liga todas as principais cidades e regiões do país.

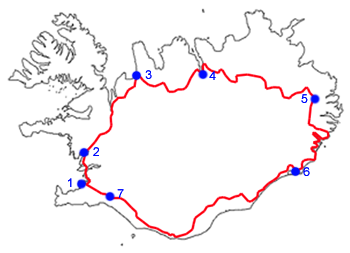
A estrada Hringvegur: 4 - Akureyri

Seu porto é um importante centro de processamento e exportação de produtos pesqueiros, principal fonte econômica do país.
O aeroporto de Akureyri, a 3 km a sul do centro da cidade, é usado principalmente para voos domésticos, mas também pode receber voos internacionais.

## Educação
A cidade conta com ensino superior.

A Universidade de Akureyri (Háskólinn á Akureyri) oferece cursos de graduação e forma mestres nas áreas de Direito, Ciências Sociais, Ciência da Saúde, Pedagogia, Economia e Ciências Naturais.
Desde 2007, existe a Escola para a Ciência de Energia Renovável, um projeto fruto de cooperação entre as universidades islandesas, com envolvimento do ministério da educação.
- Universidade de Akureyri (islandês: Háskólinn á Akureyri)

## Locais de interesse
A cidade dispõe de um património turístico e cultural, onde pode ser destacado:

- Jardim Botânico (Localizado no sudoeste da cidade, surpreende pela variedade de espécies de plantas. São cerca de 6000 tipos de vegetais, dos quais 400 deles são nativos.)
- Nonnahús (Casa do escritor de literatura infantil Jón Sveinsson. Nessa localidade, Sveinsson escreveu uma série de novelas sobre um garoto islandês chamado Nonni. Hoje ela abriga um museu contendo artigos pessoais do escritor.)
- Igreja de Akureyri (Akureyrarkirkja; igreja luterana da cidade, inaugurada em 1940.)
- Igreja de São Pedro (Péturskirkja; Igreja Católica da cidade)
- Museu de História Natural (Náttúrufræðistofnun Norðurlands)
- Museu de Arte de Akureyri (Listasafnið á Akureyri)
- Piscina aberta de Akureyri (Piscina aberta todo o ano, com água quente geotémica.)

## Desporto
A cidade é sede dos clubes: 

- Knattspyrnufélag Akureyrar (mais conhecido como KA Akureyri ou KA)
- Þór Akureyri (mais conhecido como Þór ou Thór)

## Cidades-irmãs
- Ålesund, Noruega
- Curitiba, Brasil[15]
- Gimli, Canadá
- Lahti, Finlândia
- Murmansk, Rússia
- Randers, Dinamarca
- Västerås, Suécia
- Çeşme, Turquia

## Galeria

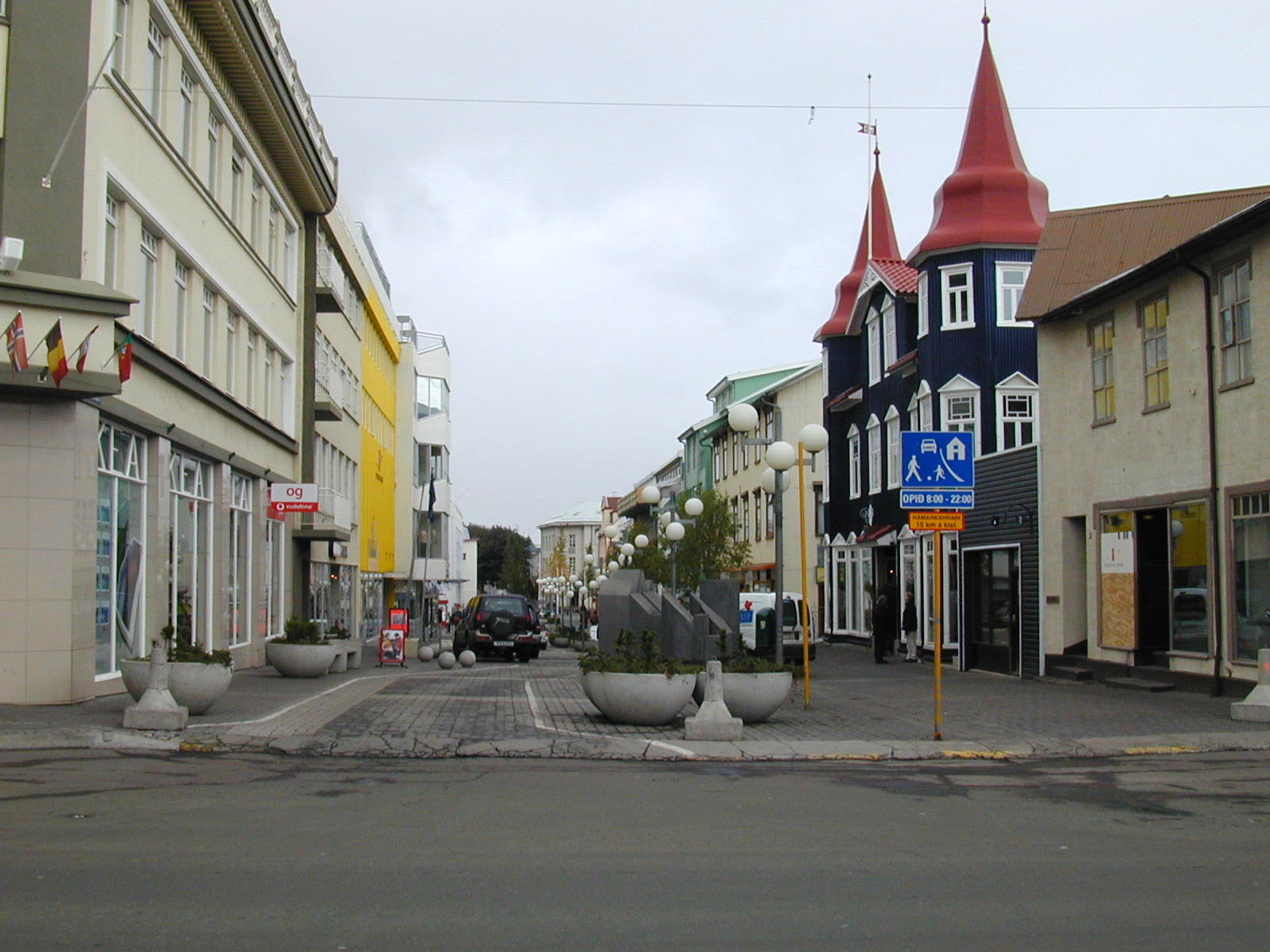
O centro da cidade
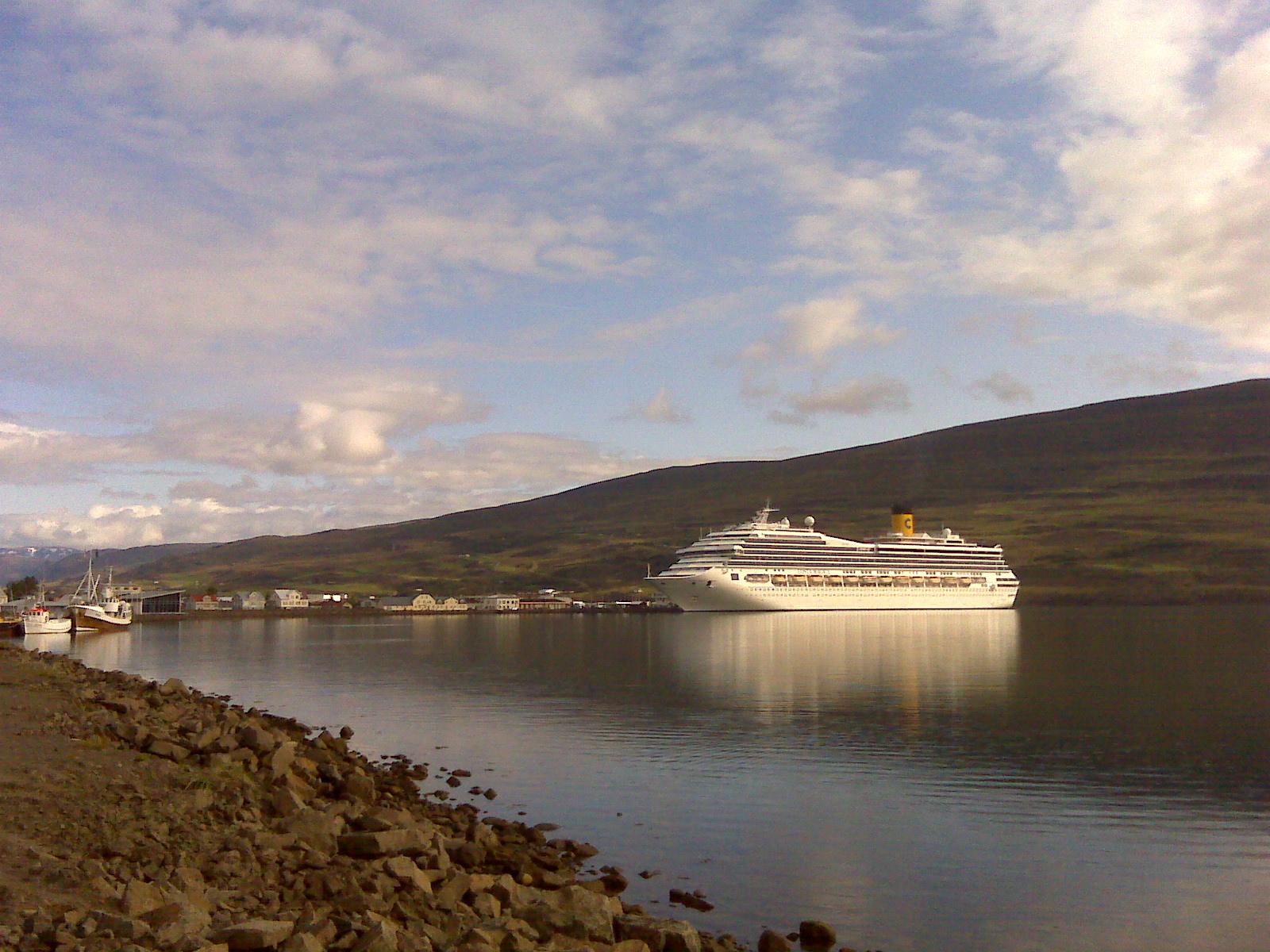
Navio de cruzeiro visitando a cidade
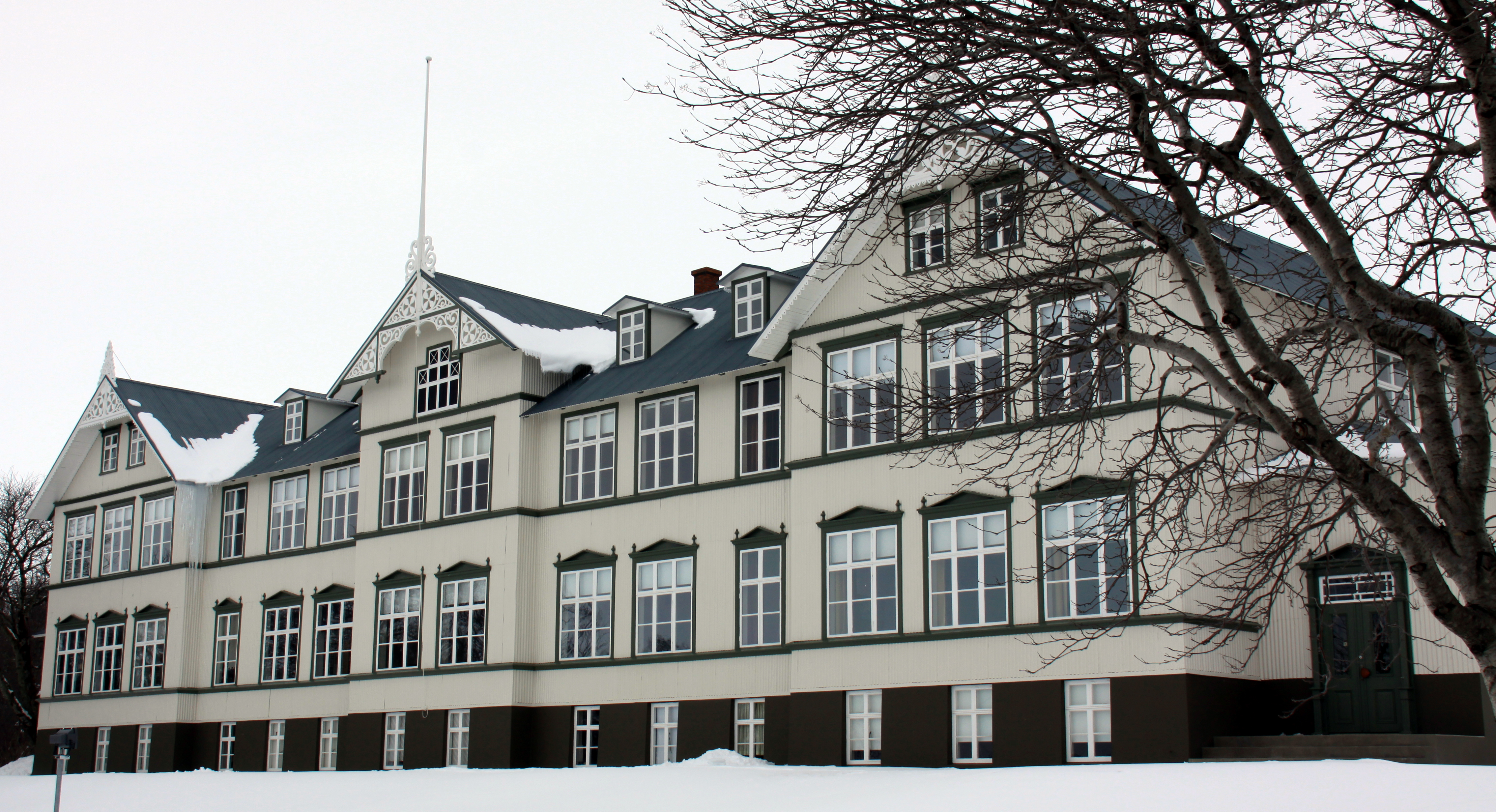
A velha escola ”Akureyri Junior College”
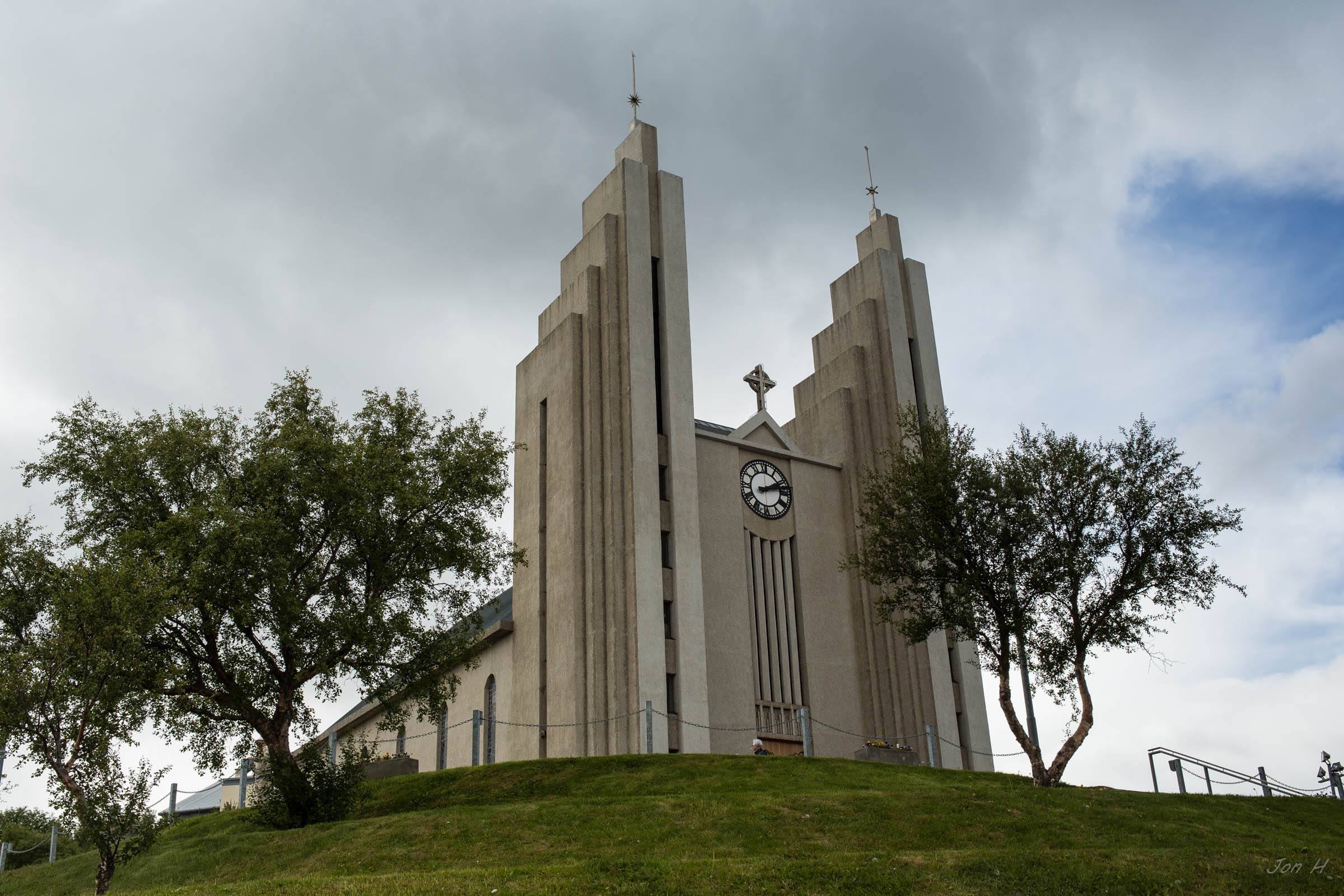
A igreja de Akureyri